# ATP Linz
L'ATP Linz è stato un torneo di tennis. Ha fatto parte del Grand Prix nel 1979 e dal 1981 al 1982 e dell'ATP Challenger Series nel 1980. Si è giocato a Linz in Austria sul cemento indoor e sulla terra rossa.
Patrice Dominguez e Gilles Moretton detengono in coppia il primato di vittorie con due trofei conquistati.

## Albo d'oro

### Singolare
| Anno | Vincitore      | Finalista      | Punteggio     |
| ---- | -------------- | -------------- | ------------- |
| 1982 | Anders Järryd  | José Higueras  | 6–4, 4–6, 6–4 |
| 1981 | Gianni Ocleppo | Mark Edmondson | 7–5, 6–1      |
| 1980 | Tony Graham    | Onny Parun     | 3–6, 7–6, 6–4 |
| 1979 | Peter Feigl    | Hans Kary      | 6–3, 6–4, 7–6 |

### Doppio
| Anno | Vincitori                            | Finalisti                        | Punteggio     |
| ---- | ------------------------------------ | -------------------------------- | ------------- |
| 1982 | Anders Järryd (2) Hans Simonsson (2) | Rod Frawley Paul Kronk           | 6–2, 6–0      |
| 1981 | Anders Järryd (1) Hans Simonsson (1) | Brad Drewett Pavel Složil        | 6–4, 7–6      |
| 1980 | Tony Graham Belus Prajoux            | Robert Reininger Helmar Stiegler | 6–2, 4–6, 7–5 |
| 1979 | Patrice Dominguez Gilles Moretton    | Szabolcz Baranyi Peter Szoke     | 6–1, 6–4      |